# Schloss Mespelbrunn

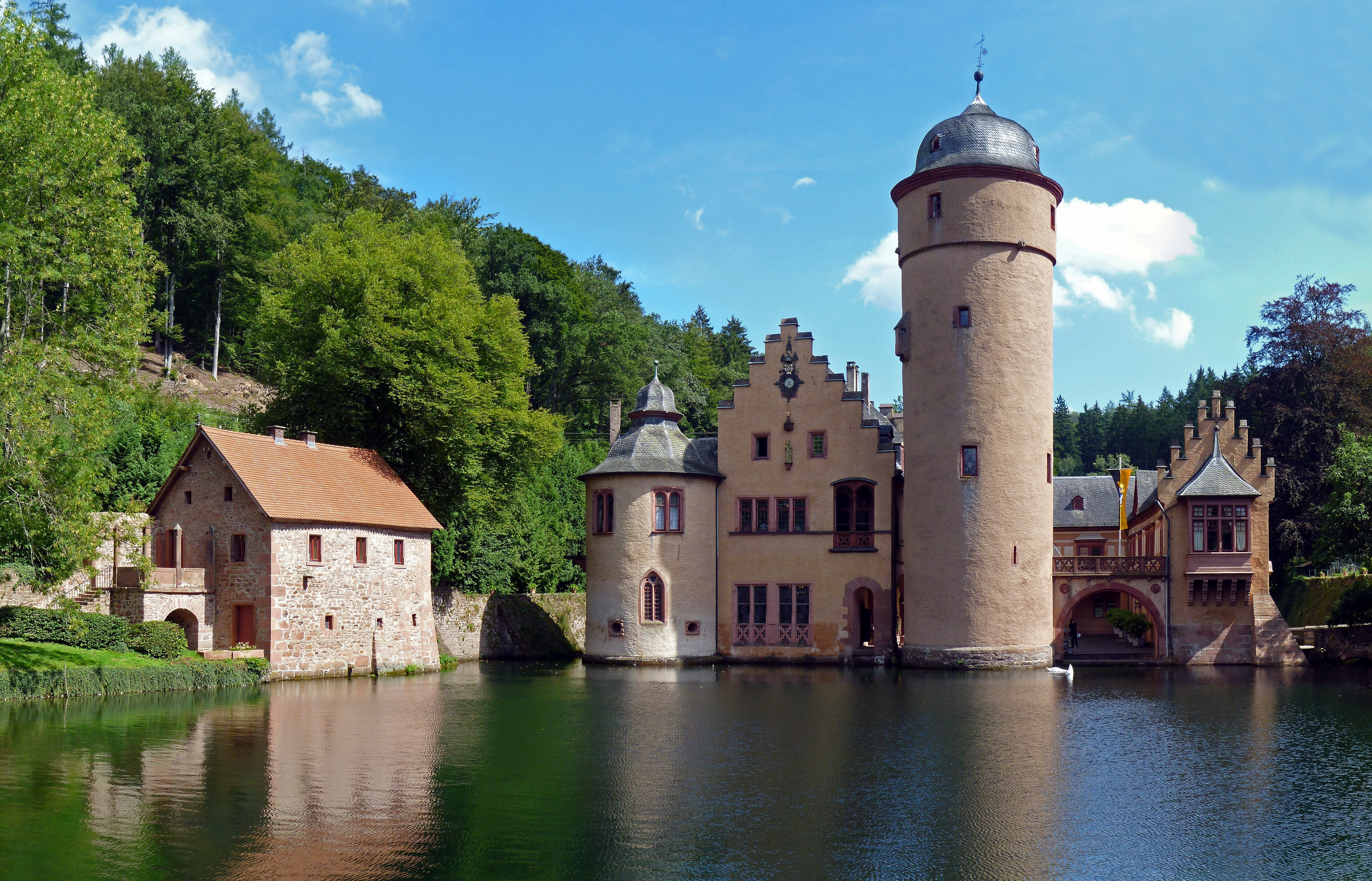
Schloss Mespelbrunn

Das Schloss Mespelbrunn, ein Wasserschloss, steht in der bayerischen Gemeinde Mespelbrunn zwischen Aschaffenburg und Würzburg in einem abgelegenen Seitental des Elsava-Tals im Spessart. Die Anlage ist seit dem frühen 15. Jahrhundert bis heute im Familienbesitz.
Das Schloss hat aufgrund seines malerischen Aussehens und seiner romantischen Lage weltweite Bekanntheit erlangt. Es ist zu besichtigen, die Besucherzahl pro Jahr liegt bei 90.000 bis 100.000.

## Ursprung

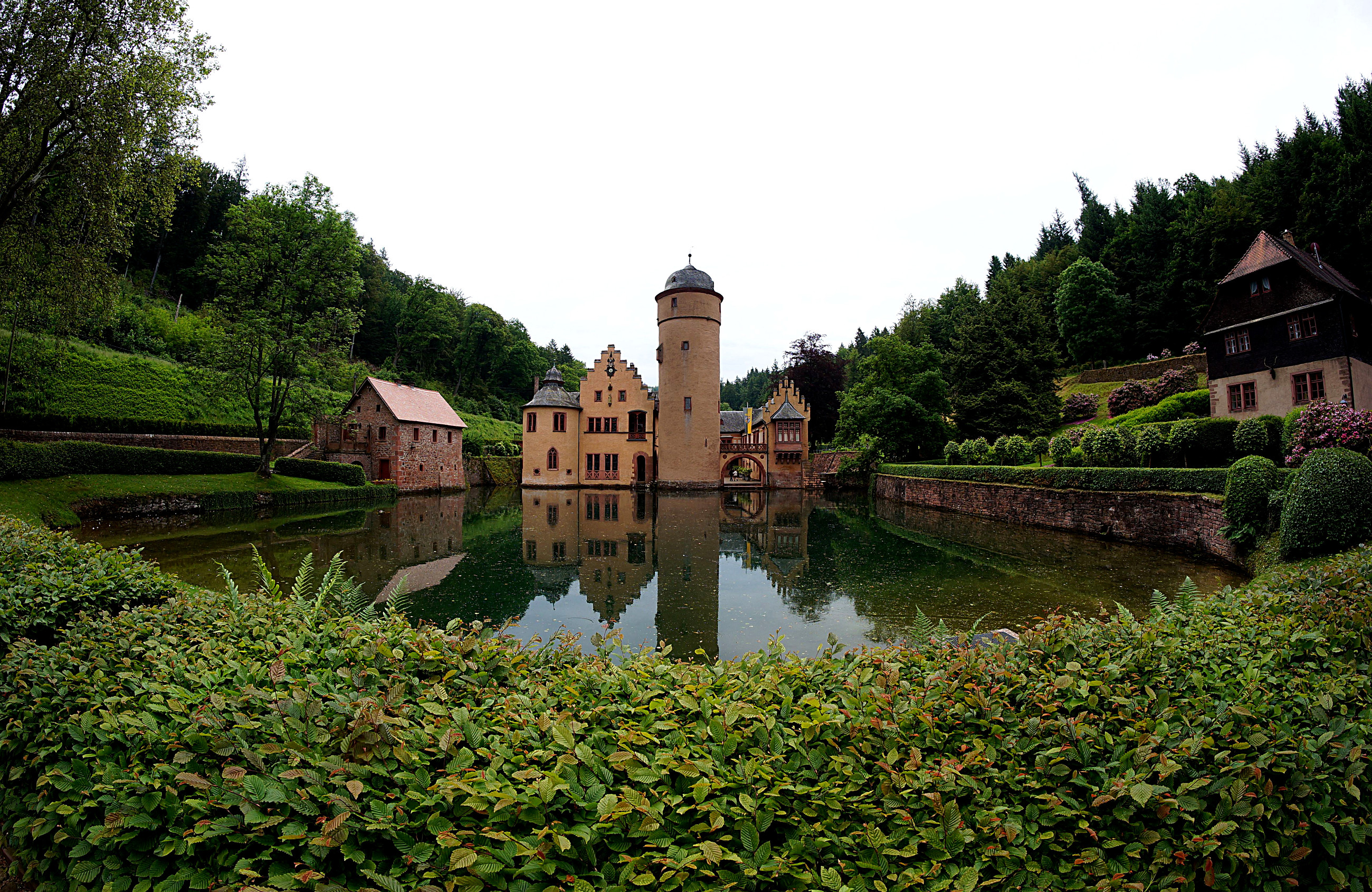
Lage

Schloss Mespelbrunn verdankt seine Entstehung einer Schenkung des Mainzer Erzbischofs Johann II. von Nassau. Dieser übereignete am 1. Mai 1412 seinem kurfürstlichen Forstmeister im Spessart, Hamann Echter, eine „Wüstung und Hofstätte“ samt Zubehör „genant Espelborn“ sowie einen Hof zu Hessenthal als Allodbesitz. Die Adelsfamilie, welche seither den Namen Echter von Mespelbrunn führte, ist seit dem 13. Jahrhundert als Ministerialengeschlecht bekannt, unter anderem im Dienst der Mainzer Erzbischöfe.
Ob an Stelle dieser Wüstung bereits eine ältere Burg gestanden hat, ist ungeklärt. 1435 ist erwähnt, dass der Sohn Hamann II. Echter das (inzwischen errichtete) Schloss dem Erzstift Mainz zu Lehen auftrug und bei Bedarf als Offenhaus zur Verfügung stellen musste. Der Grund dafür, in dem engen Talgrund an einem Weiher am Krebsbach, einer strategisch eigentlich wenig bedeutenden Stelle, eine kleine Burg zu erbauen, könnte darin gelegen haben, dass das Erzstift seine Position im Spessart gegenüber seinen territorialen Konkurrenten, den Grafen von Rieneck, festigen wollte. Außerdem befand sich etwa drei Kilometer weiter nördlich die Kreuzung zweier Fernwege, der Poststraße und des Eselswegs. Der genaue Baubeginn eines Festen Hauses mit einem Wassergraben sowie einem Bergfried mit Hocheingang ist nicht überliefert, könnte aber im Zeitraum zwischen 1419 und 1427 liegen. Als Grablege der Echter wurde 1439 die Wallfahrtskirche Hessenthal erbaut.

## Umbauten

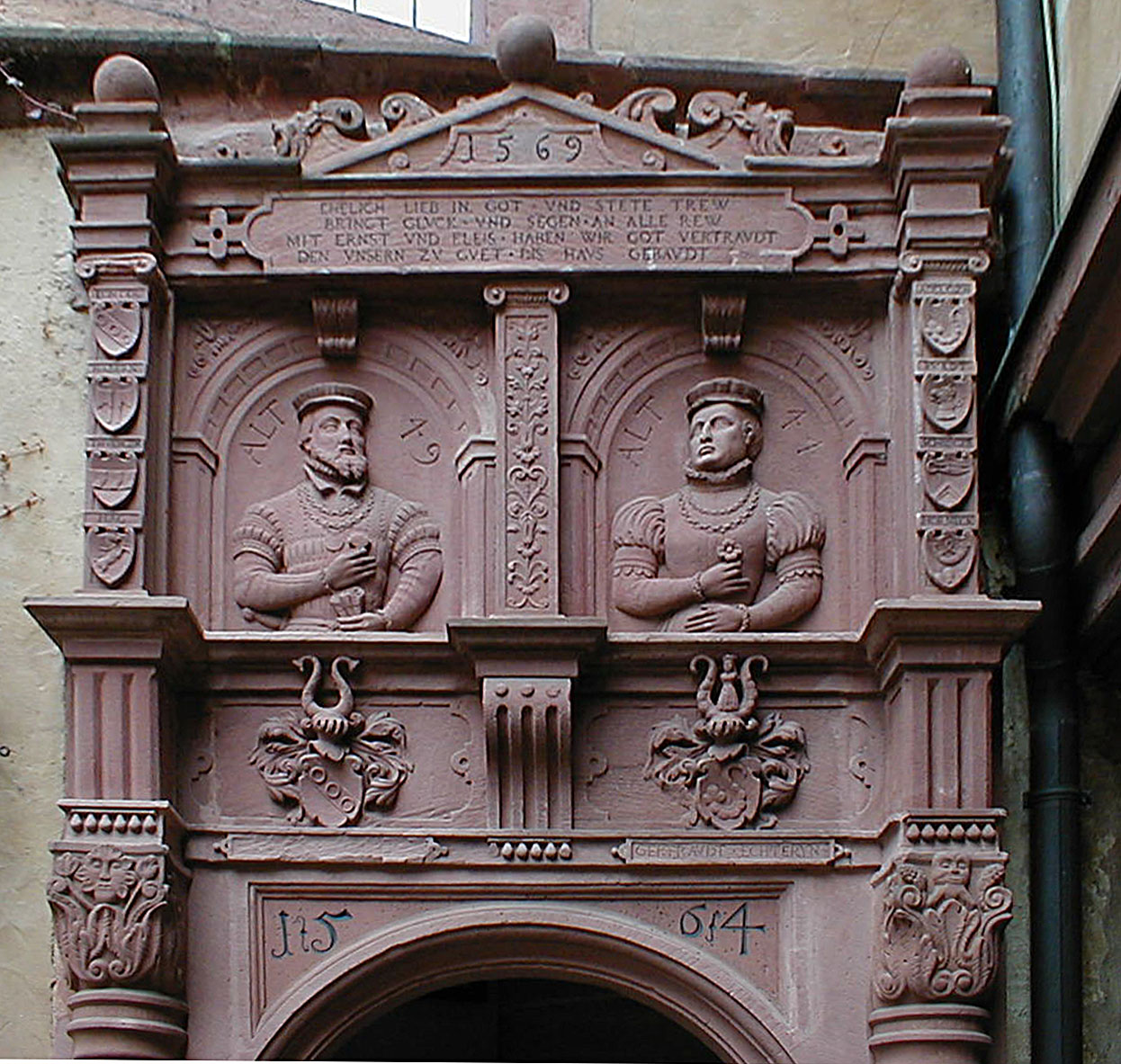
Portal mit dem Hausspruch der Echters

Peter III. Echter von Mespelbrunn (1520–1576) und seine Gemahlin Gertrud von Adelsheim ließen die kleine Wehranlage ab 1551 im Renaissancestil um- und ausbauen. Bis 1569 entstand der Nordflügel mit dem kleinen runden Kapellenturm, welcher spätgotische Maßwerkfenster aufweist, der Ostflügel (möglicherweise zunächst eingeschossig) und der östliche Teil des Südflügels. Der zweigeschossige Nordflügel mit beidseitigen Stufengiebeln und einer hofseitigen Laube ist mit bauplastischem Schmuck versehen, darunter dem reich geschmückten Treppenhausportal im Hof, das Reliefs der Eheleute, ihrer Wappen und Ahnenwappen sowie Kapitelle mit Engelsköpfchen, Masken und Rosetten und die Jahreszahlen 1564 und 1569 aufweist. Über den Porträts befindet sich der Hausspruch:
Ehelich Lieb in Gott und stete Trew
Bringt Glück und Segen ohn alle Rew.
Mit Ernst und Fleis haben wir Gott vertraut,
Den Unseren zu Gut dies Haus gebaut.
Peter III. war kurmainzischer Amtmann in Stadtprozelten und besaß auch ein Stadthaus in Aschaffenburg, das Echterhaus, welches er um 1570 umbauen ließ. Auf dem Echterepitaph in der Hessenthaler Kirche sind er und seine Frau mit ihren zehn Kindern zu sehen. Ihm folgte als Amtmann sein Sohn Adolf (1543–1600), der die Baumaßnahmen in Mespelbrunn bis Mitte der 1590er Jahre zum Abschluss brachte, darunter 1581 den Westteil des Südflügels und ab 1584 den Westflügel mit der Aufstockung des spätmittelalterlichen Bergfrieds. Adolfs Bruder Julius Echter, der 1545 in Mespelbrunn geboren worden war, wurde 1573 zum Fürstbischof von Würzburg gewählt und amtierte dort bis zu seinem Tod 1617. Er gründete 1576 das Juliusspital und 1583 die Universität Würzburg; viele Bauten im Hochstift Würzburg gehen auf ihn zurück, darunter der Ausbau der Festung Marienberg.
1623 wurden die Kinder Peters in den Reichsfreiherrenstand erhoben; der Sohn Valentin II. Echter (1550–1624) erwarb die Schlösser Gaibach, Schwarzenau und Öttershausen. Seine Nachfahrenlinie erlosch im Mannesstamm 1636 und eine letzte Linie 1665. Durch die Heirat der Freiin Maria Ottilia Echterin von und zu Mespelbrunn (1629–1701) im Jahr 1658 mit Philipp Ludwig von Ingelheim fiel der Besitz an die Familie von Ingelheim aus dem Mittelrheingebiet, die den Namen von Ingelheim genannt Echter von und zu Mespelbrunn annahm und 1680 in den Reichsfreiherrnstand, 1737 in den Reichsgrafenstand erhoben wurde. Die Grafen von Ingelheim genannt Echter von und zu Mespelbrunn besitzen das Schloss bis heute.

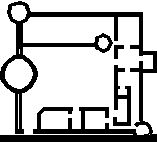
Grundriss

Der Sohn Franz Adolf Dietrich (1659–1742) ließ das Schloss von 1713 bis 1717 restaurieren, nachdem der 1584 errichtete Westflügel teilweise eingestürzt war. Dieser wurde neu aufgebaut, Dächer, Türen, Fenster und Fensterrahmen, Dielenböden und Kamintüren erneuert und etliche neue Möbel angeschafft. Franz Adolf war seit 1682 kurmainzischer Vizedom im Rheingau und hielt sich meist in Geisenheim auf, wo er den Ingelheimer Hof besaß. 1683 vermählte er sich mit Ursula Kämmerin von Worms genannt von Dalberg, die um 1720 die Burg Gamburg mit zugehöriger Grundherrschaft erbte, welche bis 1936 im Familienbesitz blieb und, neben den Stadtpalais in Mainz, Aschaffenburg, Geisenheim und Mannheim, meist als Hauptwohnsitz genutzt wurde.
Möglicherweise um 1840 wurde der zum Schlossteich hin gelegene Westflügel rechts des Bergfrieds abgebrochen, welcher der Anlage ein geschlossenes und wehrhaftes Aussehen verliehen hatte. Im Sinne der Romantik öffnete man den engen Innenhof nach Westen zum Teich hin durch einen Schwibbogen samt einer darüber verlaufenden Maßwerkgalerie, der den Bergfried mit dem barocken Südflügel verbindet, dessen Stirnseite durch einen großen Erker und einen Staffelgiebel akzentuiert wurde. Erst dadurch gewann das Schloss auf der Westseite sein „märchenhaftes“ Aussehen. 1851 stürzte der westliche Teil des Nordflügels ein und wurde anschließend wieder aufgebaut. 1904 ließ Graf Philipp Rudolf von Ingelheim das Schloss restaurieren und modernisieren, den Küchenbau vor dem Ostflügel aufstocken und mit einem Schweifgiebel versehen. Er ließ die Räume teilweise im Sinne des Historismus neu ausstatten, unter Beratung durch den Architekten Friedrich von Thiersch.

## Heutige Zeit
Dank seiner versteckten Lage überstand das Wasserschloss Mespelbrunn unversehrt alle Kriegswirren. So entstanden hier 1957 Aufnahmen zu Das Wirtshaus im Spessart. Es hat sein malerisches Erscheinungsbild erhalten, auch weil es selten als Hauptsitz bewohnt und daher wenig verändert, jedoch stets instand gesetzt wurde. Nach dem Tod von Albrecht Graf von Ingelheim 2006 ging das Schloss ins Eigentum seiner ältesten Tochter über, Marie Antoinette Gräfin von Ingelheim genannt Echterin von und zu Mespelbrunn (* 1973), einer verheirateten Freifrau von Geyr zu Schweppenburg. Die Familie bewohnt den Südflügel des Hauses, während der Nordflügel seit Anfang der 1920er Jahre teilweise für die Öffentlichkeit zugänglich gemacht wurde. Das Schloss ist von Karfreitag bis Allerheiligen zu besichtigen. Im Jahr 2020 wurden das Dach des Bergfrieds, des Kapellenturms sowie der hintere Turm des Ensembles saniert. In dieser Zeit wurde auch der zuvor private Bereich des Parks geöffnet.

## Bilder

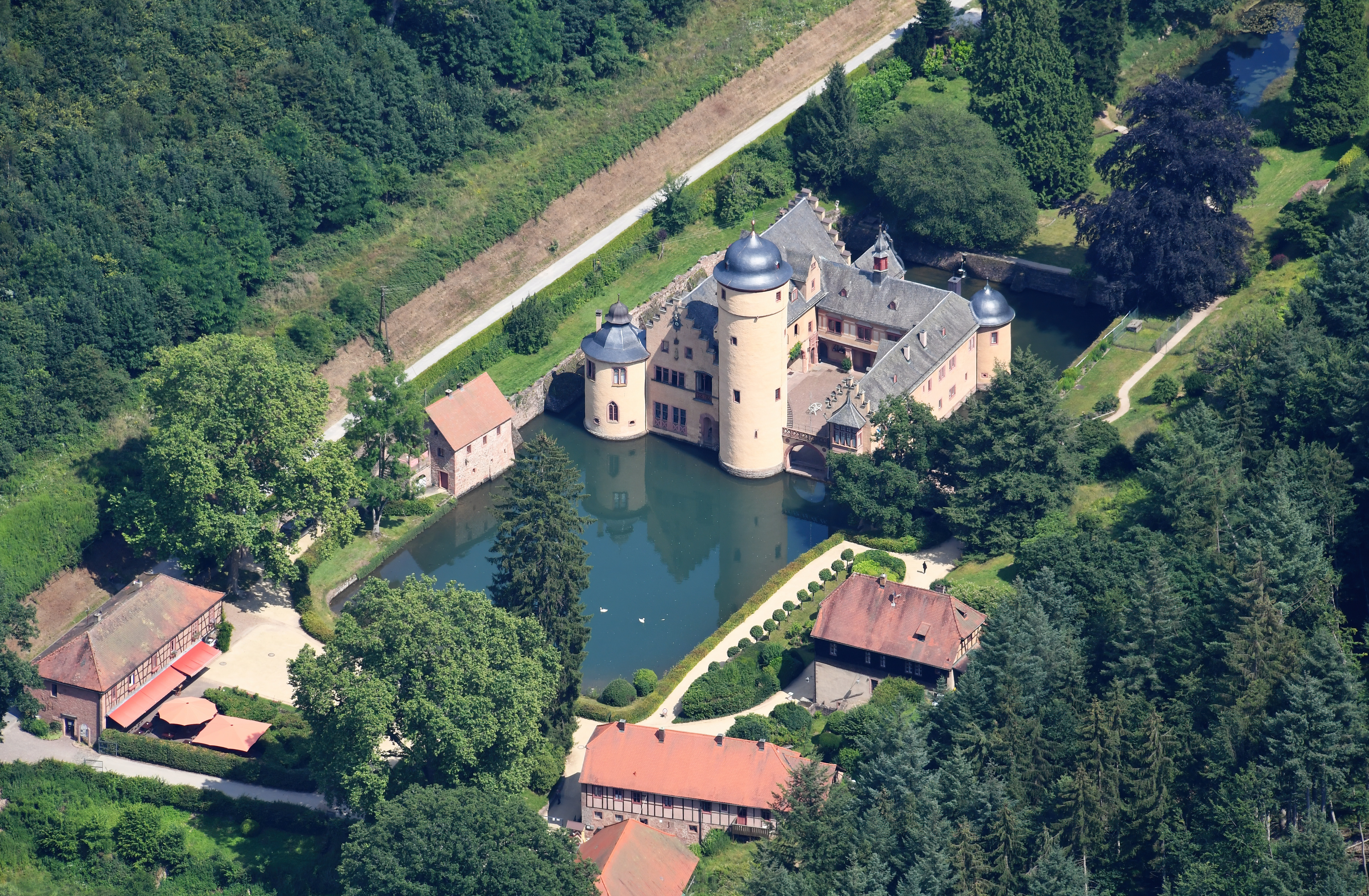
Luftbild der Schlossanlage
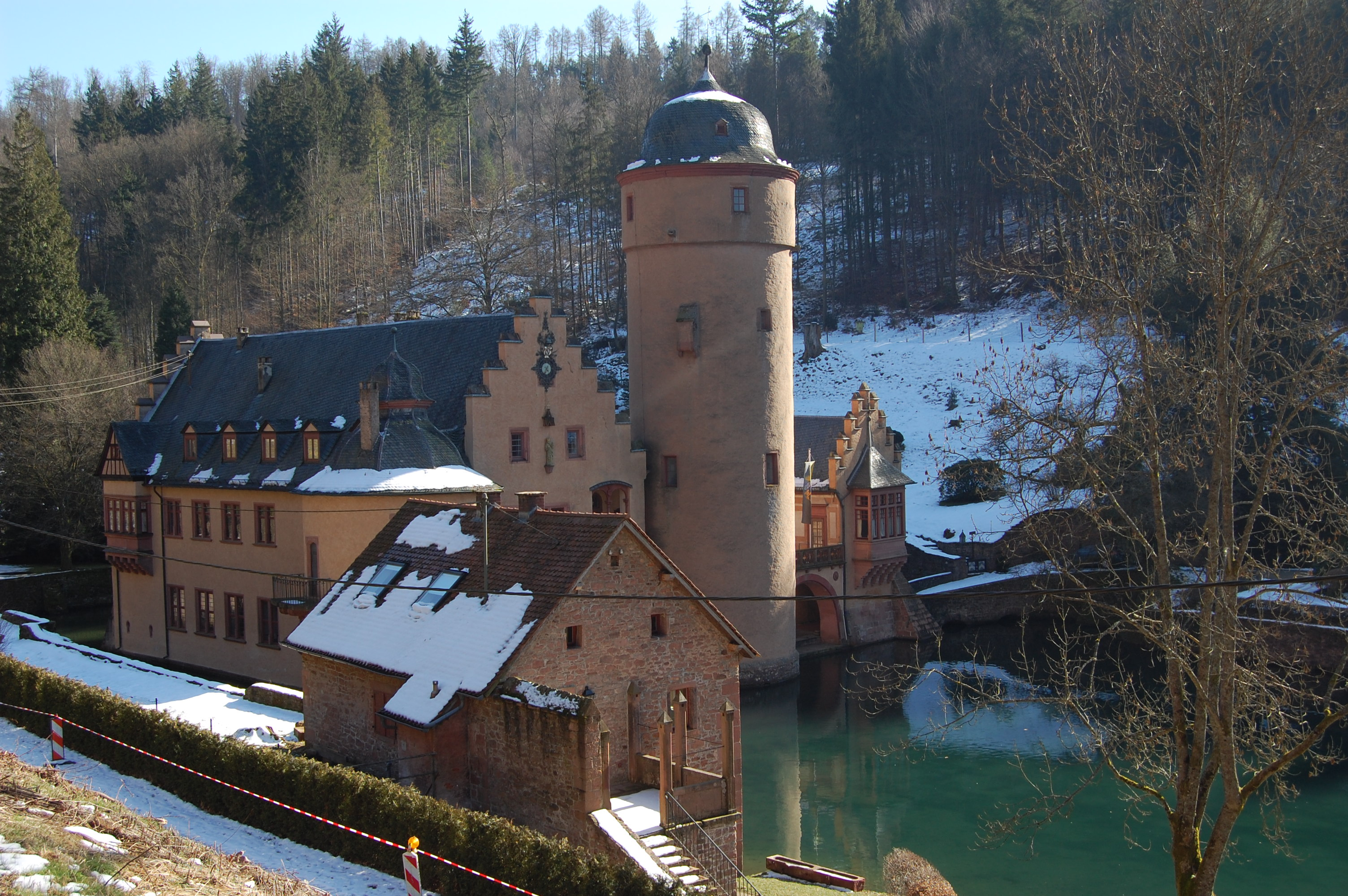
Nordflügel (links)
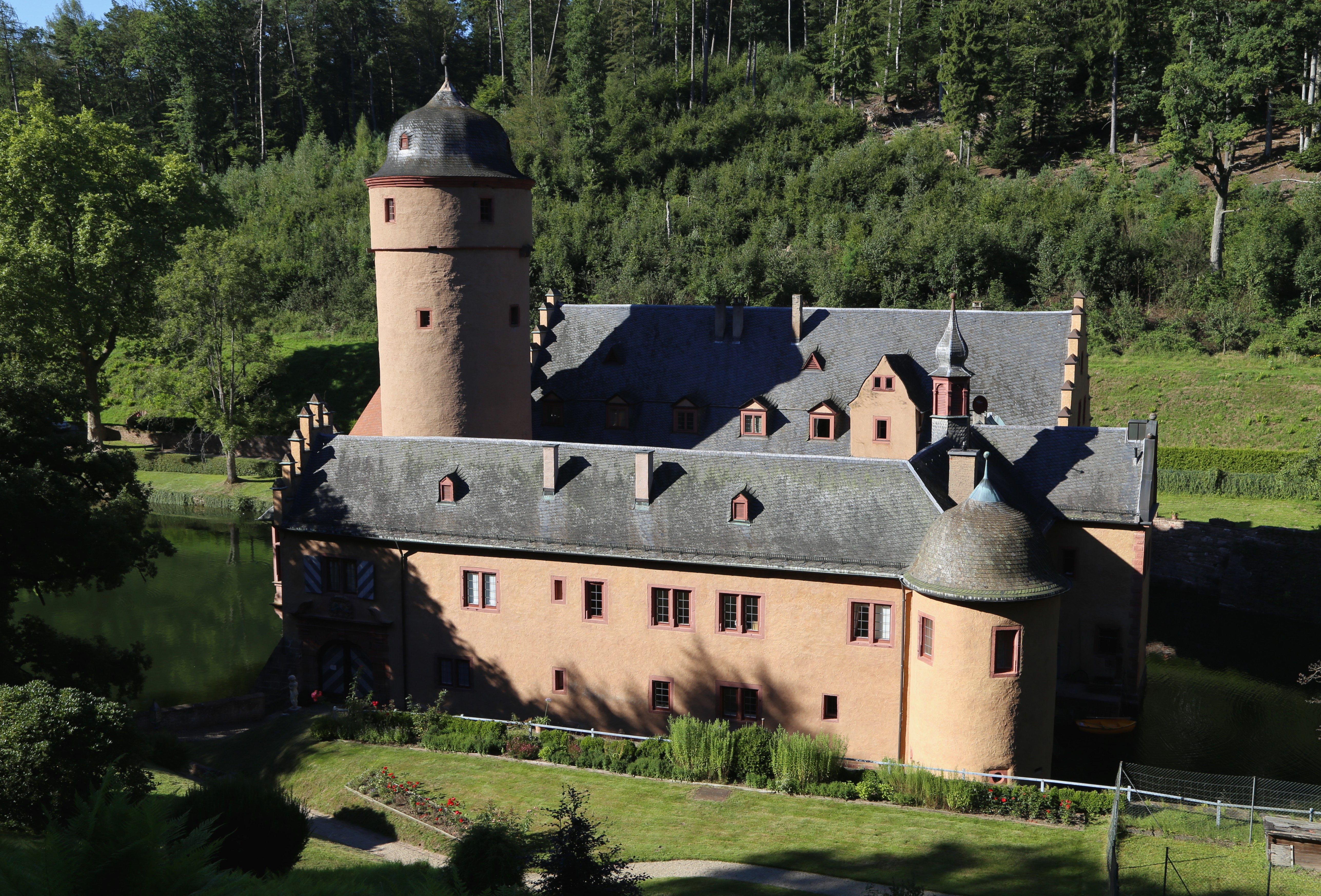
Südflügel
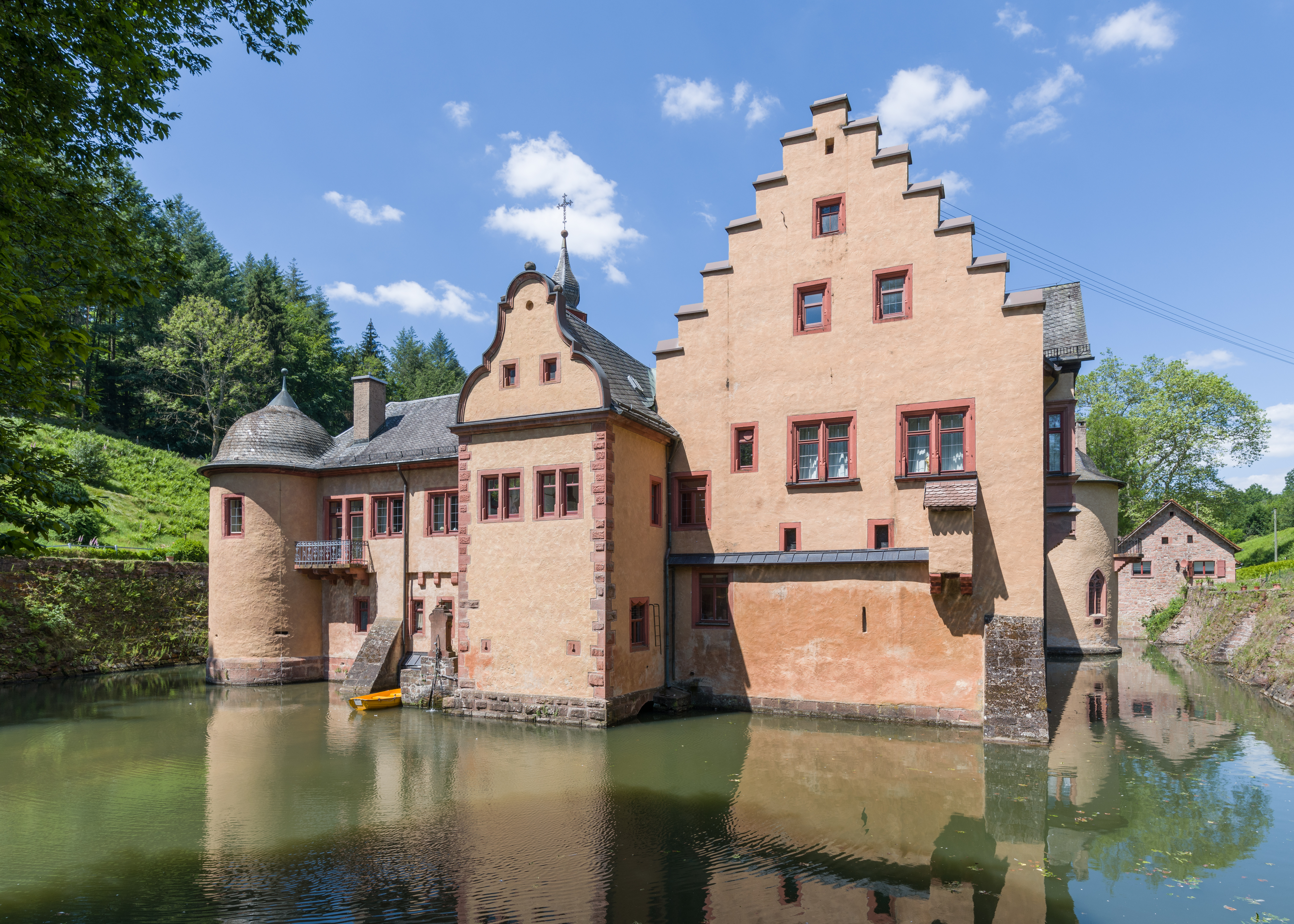
Ostansicht
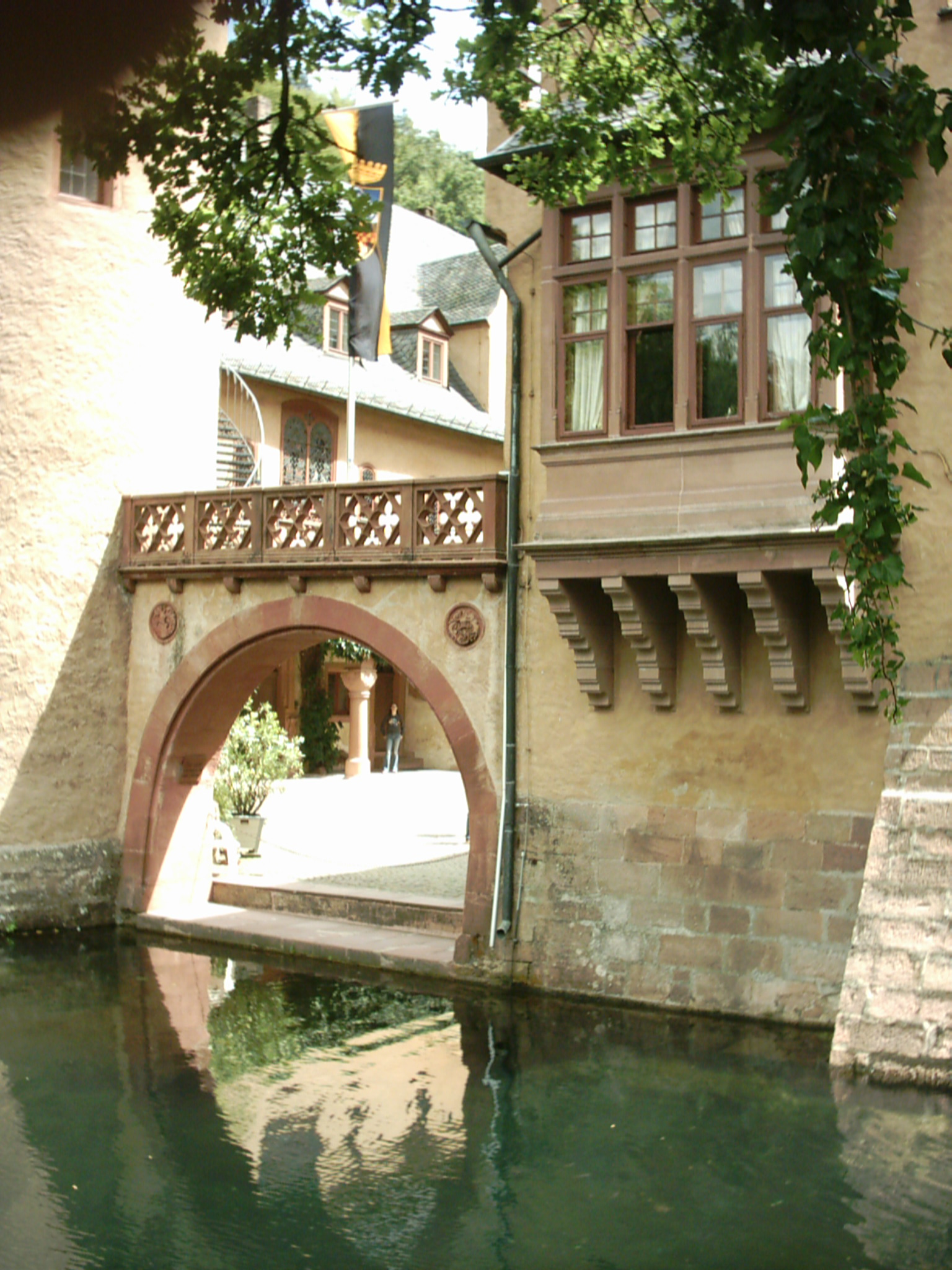
Westflügel mit Schwibbogen („Hafen“)
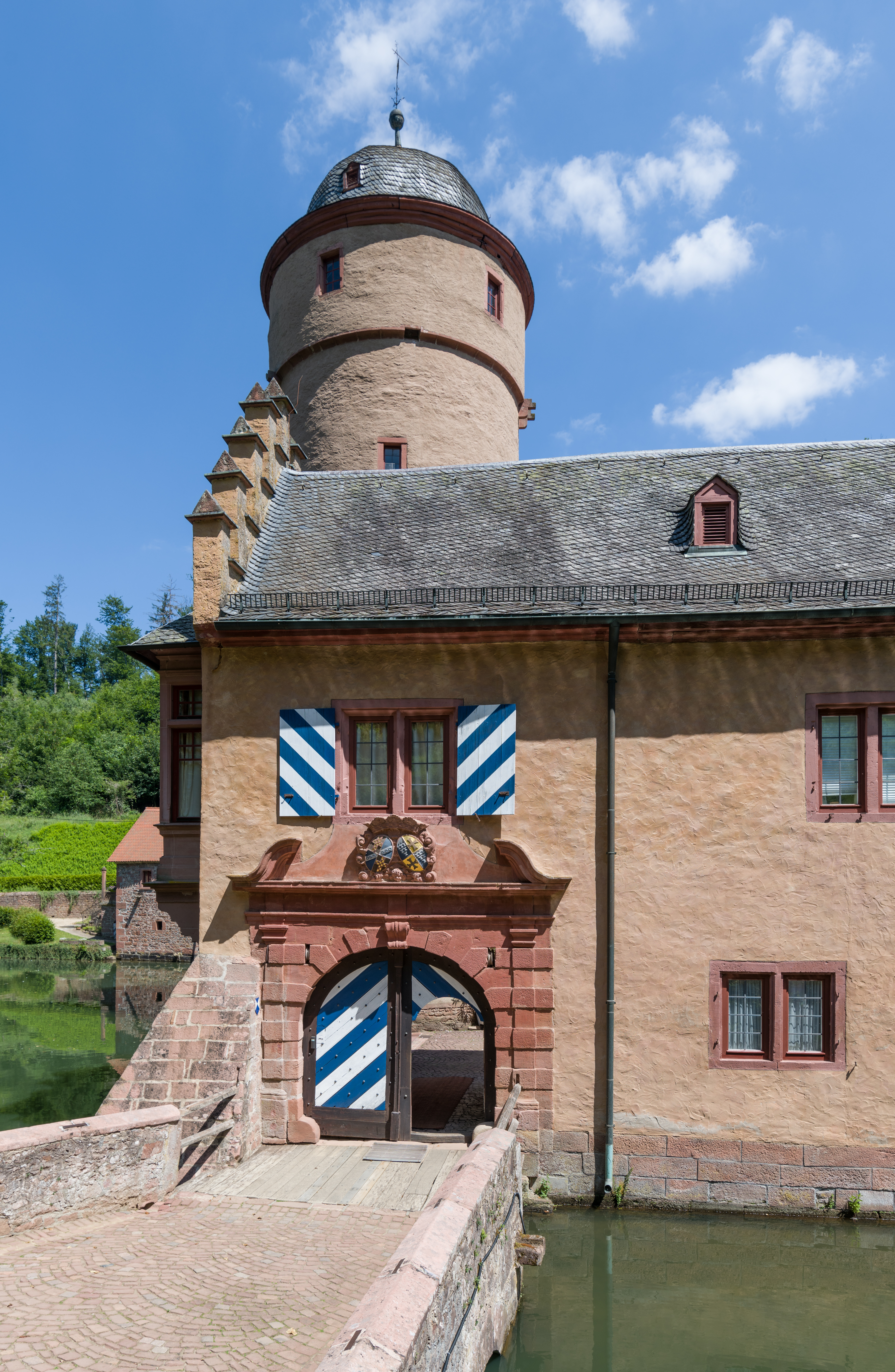
Schlossbrücke und Eingangstor
Innenhof
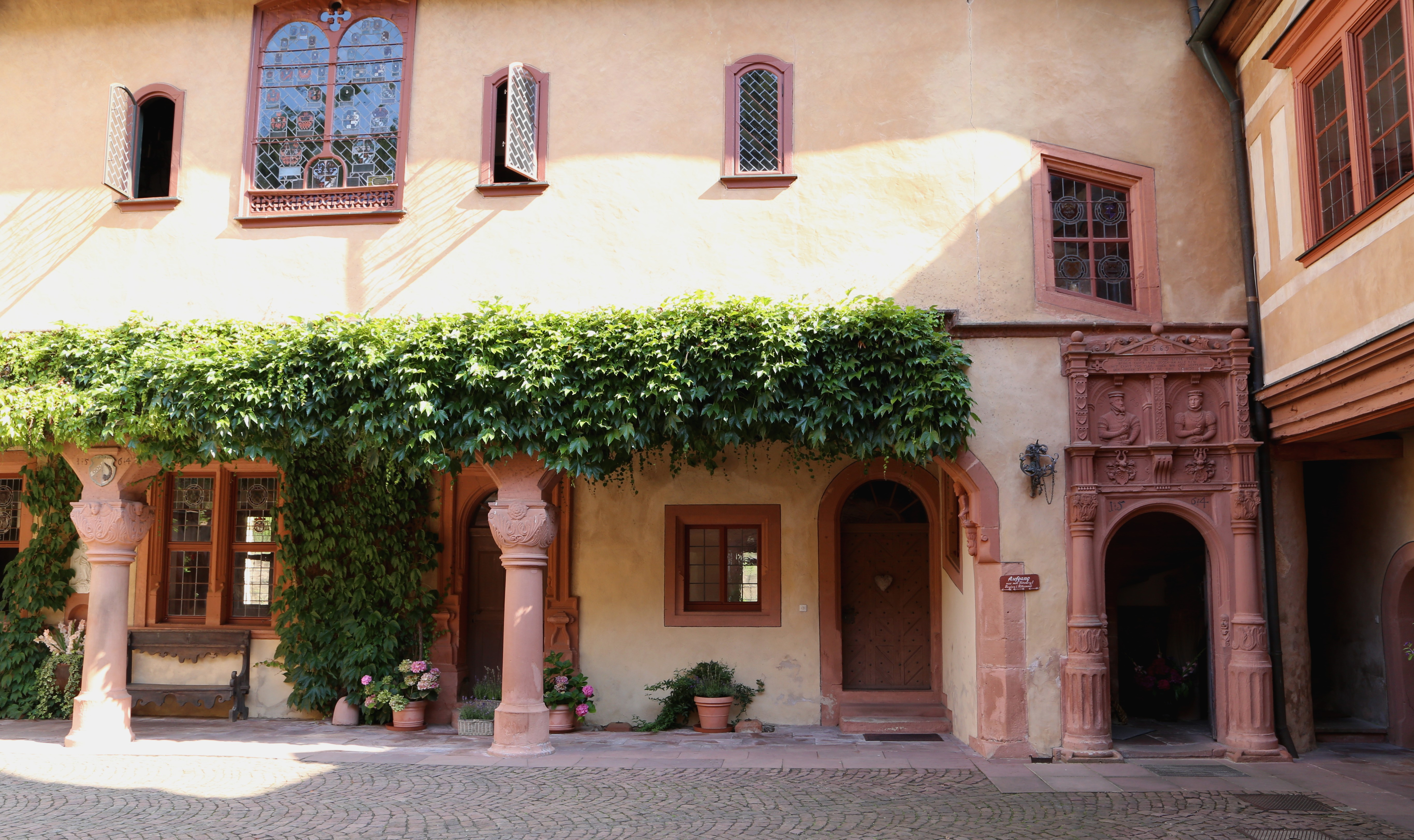
Nordflügel (Hofseite)
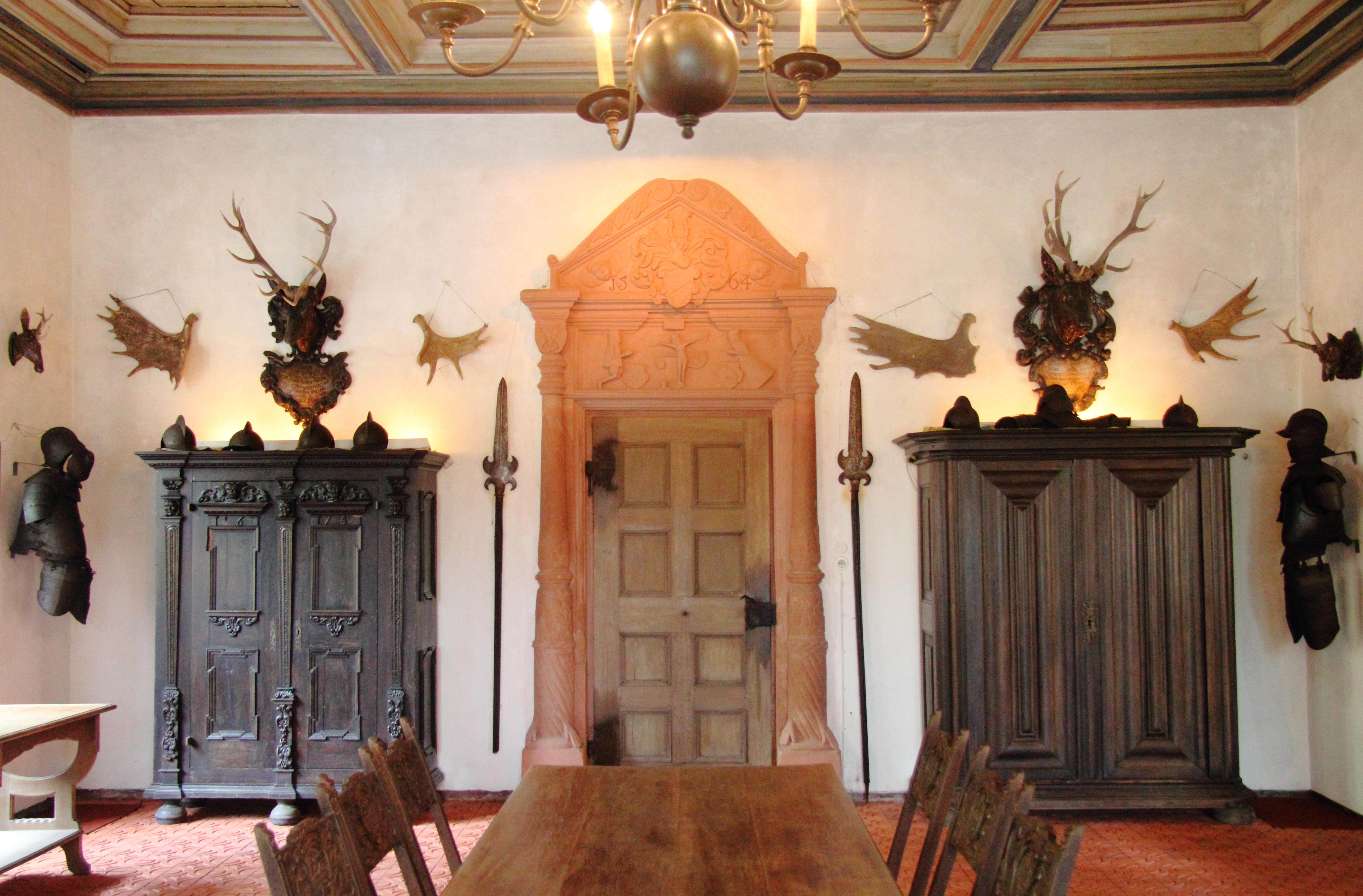
Rittersaal
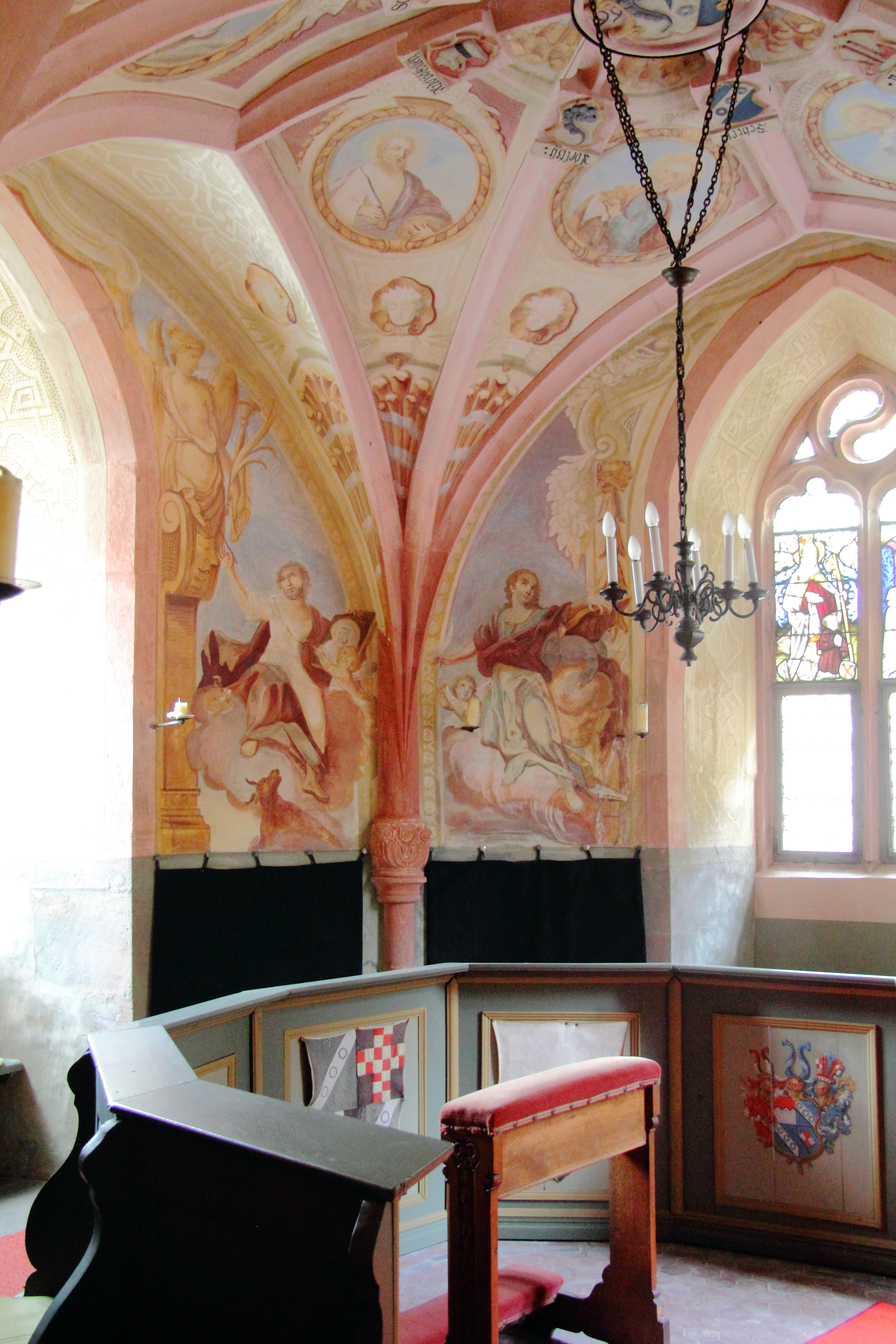
Kapelle

## Sonstiges
Am 19. Februar 1519 wurde hier der Verfasser der Zimmerischen Chronik, Graf Froben Christoph von Zimmern geboren.
Schloss Mespelbrunn und Teile der Gemeinde wurden 1957 als Drehort des deutschen Spielfilms Das Wirtshaus im Spessart mit Liselotte Pulver und Carlos Thompson sowie als Schauplatz für das gleichnamige Theaterstück bekannt.
Das Schloss war auf dem 70-Pfennig-Wert einer Briefmarken-Dauerserie der Deutschen Bundespost mit dem Namen Burgen und Schlösser zu sehen.